# アルフォンソ・ロンバルディ

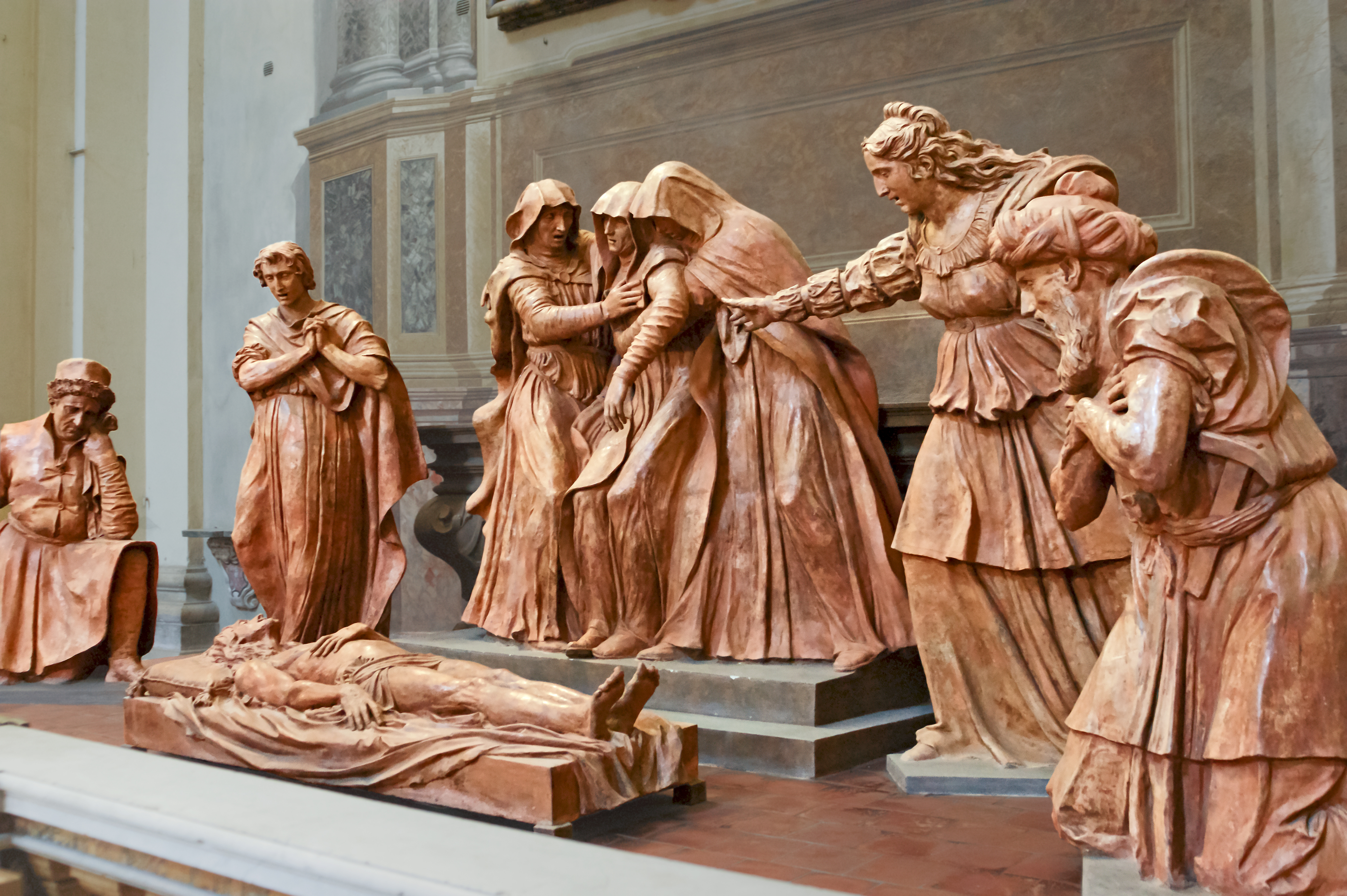
アルフォンソ・ロンバルディ作「死せるキリストへの哀悼」(1522/16526)、ボローニャのサン・ピエトロ大聖堂

アルフォンソ・ロンバルディ（Alfonso Lombardi、1497年頃 - 1537年12月2日）は、16世紀イタリアの彫刻家である。別名にはロンバルディ・ダ・ルッカ（Lombardi da Lucca）やアルフォンソ・ダ・フェラーラ（Alfonso da Ferrara）、アルフォンソ・チッタデッラ（Alfonso Cittadella）、 アルフォンソ・ロンバルド（Alfonso Lombardo）などもある。ボローニャ、フェラーラ、ファエンツァなどで働らき、テラコッタや漆喰などの彫像を制作した。

## 略歴
フェラーラで生まれた。フェラーラで漆喰やテラコッタといった素材による彫塑の修行を積んだと考えられている。20代の前半にボローニャに移ったと推定されている。1519年に注文を受けて、アックルシオ宮殿（Palazzo d'Accursio）のヘラクレスの間のヒュドラを退治するヘラクレスをの彩色テラコッタ像を制作した。ポデスタ宮殿（Palazzo del Podestà）のドームの下のボローニャの四守護聖人像も制作した。
1522年に、ボローニャの、サンタ・マリア・デッラ・ヴィータ礼拝堂（Santuario di Santa Maria della Vita）の聖母マリアの昇天を題材に彫刻群制作を依頼され、これが代表作と考えられている。1524年頃には、ボローニャのサン・ピエトロ大聖堂（Cattedrale di San Pietro ）の彫刻群「死せるキリストへの哀悼」を制作した。フェラーラやカステル・ボロネーゼ(Castel Bolognese)、ファエンツァなどの教会のためにも働いた。
ジョルジョ・ヴァザーリが著したルネサンス期の芸術家の評伝『画家・彫刻家・建築家列伝』（1550年/1568年）にアルフォンソ・ロンバルディの生涯に関する章を設けられていて、1530年に神聖ローマ皇帝カール5世が戴冠式のためボローニャを訪れ、画家のティツィアーノ・ヴェチェッリオが肖像画を描いた機会にアルフォンソ・ロンバルディが皇帝の漆喰レリーフの像を献じ、報酬を与えられたエピソードなどを記している。
枢機卿のイッポーリト・デ・メディチ（1511-1535）の庇護を受けるようになり、ローマの枢機卿のもとに移り、教皇クレメンス7世や枢機卿の亡くなった父親のジュリアーノ・デ・メディチの肖像彫刻を制作した。1535年に枢機卿が亡くなった後、ボローニャに戻り、1537年にボローニャで40歳ほどで亡くなった。

## 作品

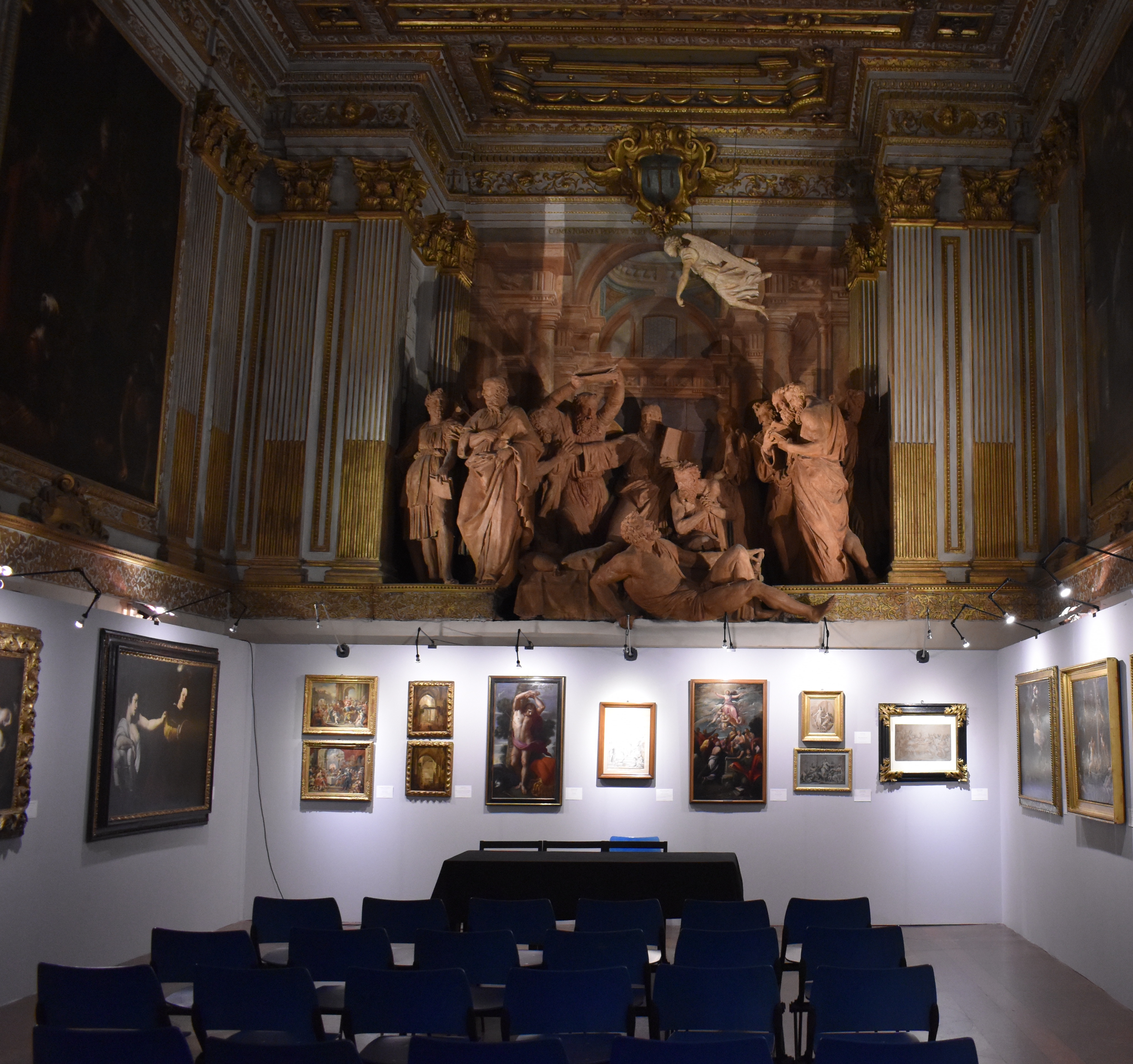
サンタ・マリア・デッラ・ヴィータ礼拝堂の聖母マリアの昇天
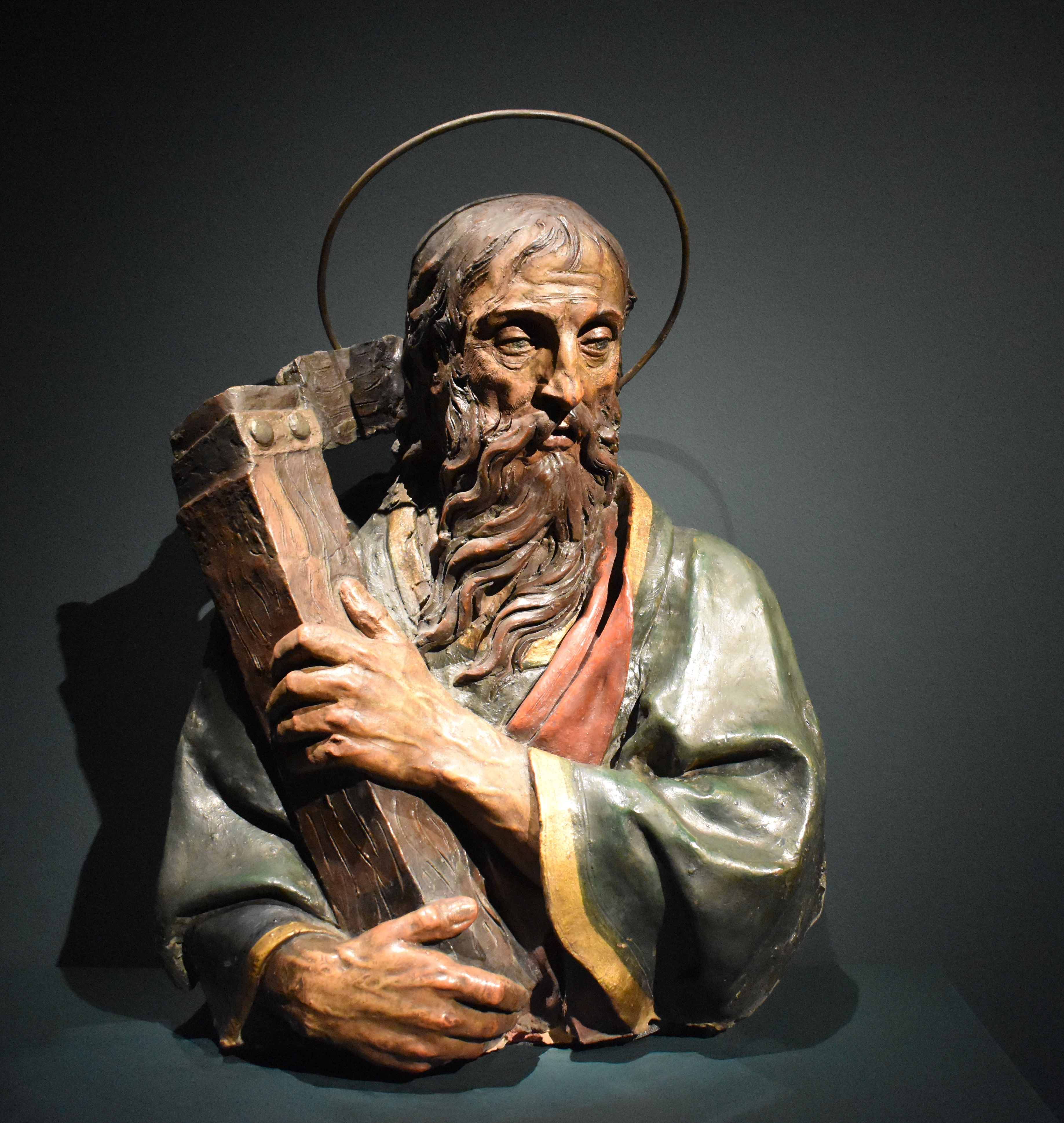
フェラーラ聖堂の聖シモン
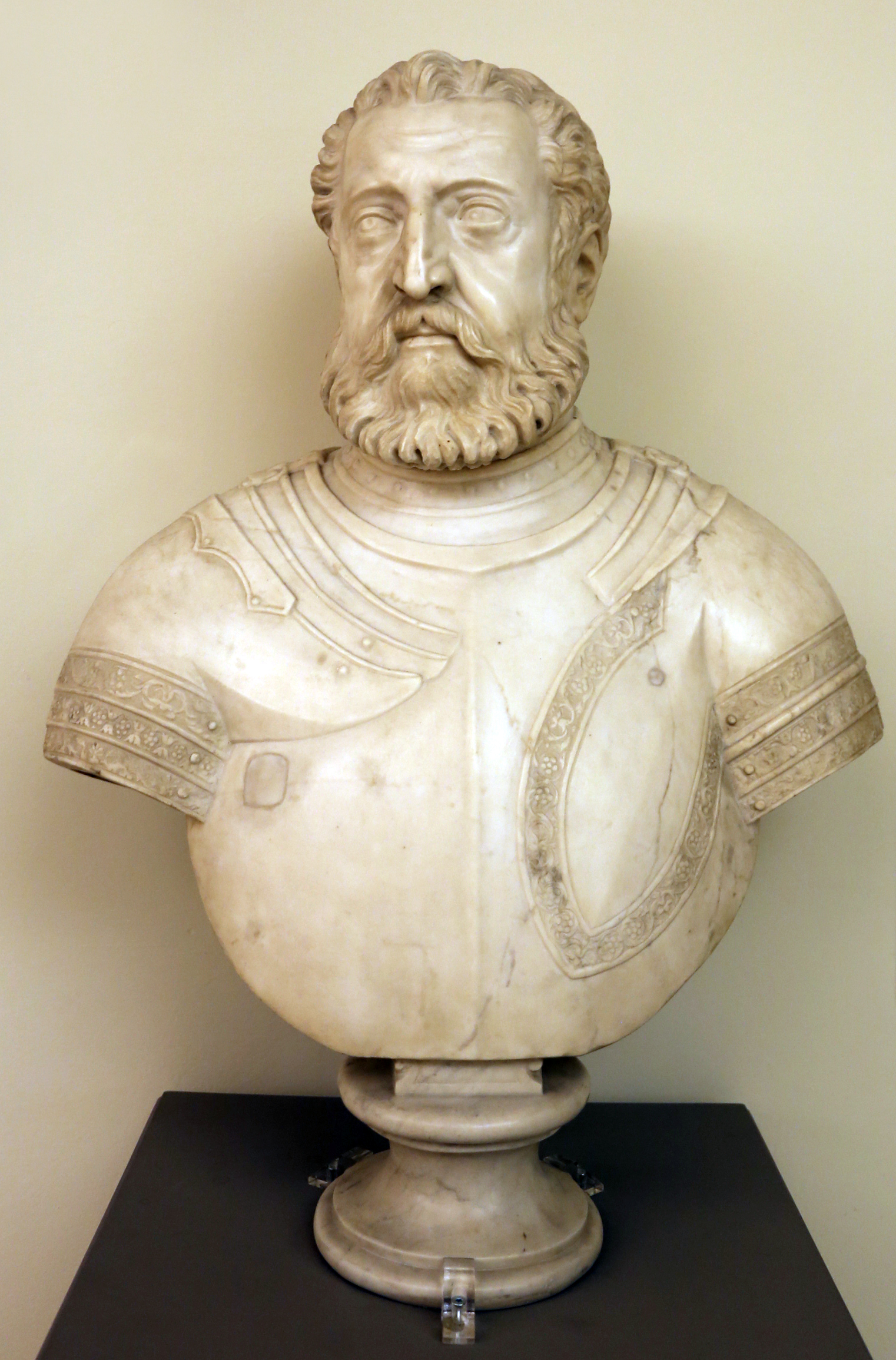
アルフォンソ1世・デステ